# Nanomateriały
Nanomateriały – wszelkie materiały, w których występują regularne struktury na poziomie molekularnym, tj. nieprzekraczającej 100 nanometrów. Granica ta może dotyczyć wielkości domen jako podstawowej jednostki mikrostruktury, czy grubości warstw wytworzonych lub nałożonych na podłożu. W praktyce granica, poniżej której mówi się o nanomateriałach jest różna dla materiałów o różnych właściwościach użytkowych i na ogół wiąże się to z pojawieniem szczególnych właściwości po jej przekroczeniu. Zmniejszając rozmiar uporządkowanych struktur materiałów można uzyskać znacznie lepsze właściwości fizyko-chemiczne, mechaniczne itp.
Nanomateriały można podzielić na następujące cztery grupy:
- nanomateriały zerowowymiarowe (nanomateriały punktowe), np. kropki kwantowe, nanocząstki srebra;
- nanomateriały jednowymiarowe, np. nanodruty metali lub półprzewodników, nanopręty, nanowłókna polimerowe;
- nanomateriały dwuwymiarowe, np. warstwy o grubości nanometrów typu jednofazowego lub wielofazowego, grafen oraz inne materiały o grubości jednego atomu;
- nanomateriały trójwymiarowe (lub nanokrystaliczne), tj. złożone z krystalicznych domen i klasterów faz o wymiarach rzędu nanometrów lub też kompozyty wzmacniane nanocząstkami.

Nanomateriały mają odmienne właściwości fizyczne w porównaniu z materiałami tradycyjnymi. Technologie stosowane do wytwarzania nanomateriałów pozwalają otrzymać tworzywa o składzie i właściwościach niemożliwych do uzyskania metodami dotychczas znanymi.
Wiele struktur występujących w przyrodzie (martwej i ożywionej) jest w istocie rodzajem nanomateriałów. Do nanomateriałów organicznych zaliczyć można struktury tworzące skórę, rogi, dzioby, kości, pióra i pazury, wytwory stawonogów Novel natural nanomaterial spins off from spider-mite genome sequencing, kapsydy wirusów, łuski na skrzydłach motyli, naturalne koloidy (mleko, krew), włókna papieru, bawełny, komórki korali.
Naturalnie występujące nanomateriały powstają wskutek formowania się kryształów podczas rozmaitych procesów zachodzących w skorupie ziemskiej. Przykładowo gliny wykazują złożone nanostruktury, decydujące o ich właściwościach anizotropowych, wskutek aktywności wulkanicznej powstają opale, zawierające nanokryształy. Znane od dawna nanomateriały to pigmenty, cement, Purpura Kasjusza.

## Nanomateriały wytworzone przez człowieka
- alotropowe odmiany węgla: grafen, fulereny
- grafan
- fosforen
- germanen
- silicen
- stanen
- nanocząstki złota
- nanocząstki miedzi